# 박한솔 (배우)
박한솔(1995년 7월 19일 ~ )은 대한민국의 배우이다.

## 학력
- 동국대학교 연극영화학과(재학)

## 출연작

### 영화
- 《질투의 역사》(2019년) - 어린 수민 역
- 《오토바이와 햄버거》(2021년, 단편)

### 드라마
- 《정신병동에도 아침이 와요》 (Netflix, 2023년) - 나라 역
- 《무빙》 (Disney+, 2023년) - 한별 역
- 《멘탈코치 제갈길》 (tvN, 2022년) - 오선아 역
- 《크레이지 러브》 (KBS2, 2022년) - 추옥희 역
- 《선배 그 립스틱 바르지 마요》 (JTBC, 2021년) - 이세림 역
- 《영혼수선공》 (KBS2, 2020년) - 공지희 역
- 《화양연화》 (tvN, 2020년) - 20대 양혜정 역
- 《슬기로운 의사생활》 (tvN, 2020년) - 선우희수 역
- 《빅이슈》 (SBS, 2019년) - 장미래 역
- 《좋맛탱》 (tvN, 2018년) - 슬기 역
- 《KBS 드라마 스페셜 - 닿을 듯 말 듯 》(KBS2, 2018년) - 양현아 역
- 《상사세끼 시즌 2》 (JTBC, 2018년) - 신입 역
- 《라이브》 (tvN, 2018년) - 어린 한정오 역
- 《시를 잊은 그대에게》 (tvN, 2018년) - 이시은 역
- 《애간장》 (OCN, 2018년) - 동료의사 역
- 《전지적 짝사랑 시점》 (웹드라마, 2017년) - 박한솔 역
- 《크리미널 마인드》 (tvN, 2017년) - 손나경 역

### 광고
- 코카콜라
- 웅진 코웨이
- LG 유플러스
- 칸타타
- AHC 화장품
- NAVER AR툰
- 오징어짬뽕 라면
- 스니커즈 오트
- 딩고 트래블
- 나인위시스
- 11번가